# Grad Drivenik
Grad Drivenik (hrvaško Gradina Drivenik) je grad v zaledju Crikvenice in Novega Vinodolskega, na severnem delu jadranske obale, v zahodni Hrvaški. 
Grad Drivenik se prvič omenja leta 1228 kot eden od sopodpisnikov Vinodolskega zakonika. Nahaja se v bližini vasi Drivenik na Vinodolskem, na hribu imenovanem Glavica, 181 m nad morsko gladino. Grad stoji pred pogorjem 'Križišće' nasproti Tribaljskega polja. Nahaja se v majhni vasici Drivenik, v bližini večje vasi Tribalj, približno  8 km iz Crikvenice .
Od 13. stoletja je bil v gradu sedež okrajne uprave, ob prihodu Frankopanov pa je tam leta 1288 prebival njihov namestnik Dragoljub. V 16. stoletju (1571 na podlagi napisa na stenah) se je grad razširil in v slogu renesančnih utrdb dobil okrogle stolpe na svojih vogalih. Leta 1577 je na gradu vladala plemiška družina Zrinski.
Gradnja ceste leta 1746 je Drivenik povezala z Novim Vinodolskim in Bakrom. To je omogočilo, da so se prebivalci preselili z vrha hriba navzdol v dolino, kjer se je ob cestišču razvila današnja vas Drivenik. Na koncu je bil grad opuščen kot aktivno naselje, kot aktivna posest sta ostala le cerkev sv. Dujma in pokopališče.
V bližini gradu je kapela sv. Štefana, zgrajena verjetno konec 16. stoletja s stolpom s tremi zvonovi. Cerkev ima tri gradbene faze: romansko, gotsko in baročno. Cerkev je prvotno vsebovala poznogotsko skulpturo »Pieta« z naslovom »Kristusovo žalovanje« in baročno izrezljano leseno skulpturo »Zlati oltar«. Danes sta oba v Muzeju za umetnost in obrt v Zagrebu.
Na pokopališču se nahaja kapela sv. Martina. Ima baročne freske iz 18. stoletja. Na steni je freska "Snemanje s križa". V bližini pokopališča je križev pot s štirimi svetišči, na njenem koncu pa je Kalvarija označena s tremi visokimi križi iz leta 1768. 
Župnijska cerkev Svetega Dujma (Sv. Dujma) ima tri ladje in zvonik v sprednjem delu. Prvotno je bila zgrajena z eno ladjo, brez odprtega zvonika. Zvonik Svetega Dujma je bil zgrajen leta 1806, vhod pod zvonik pa leta 1846.
Svetišče je okrasil Anton Cej leta 1894, ko je bil zgrajen glavni marmorni oltar. V tleh cerkve so grobnice z ostanki ugledne domače družine Klarić (Gaspar 1653 in Marko 1753). Cerkev je bila delno obnovljena leta 1968.
V bližnjem naselju Drivenik so postavili spomenik slavnemu hrvaškemu miniaturistu J.J. Kloviću (Julio Clovio).